# Architektura starověkého Egypta
Architektura starověkého Egypta zahrnuje monumentální stavitelství říše faraonů od počátku Staré říše (asi 2800 př. n. l.) až do dobytí Egypta Alexandrem Velikým roku 332 př. n. l. Zachované památky jsou především kamenné chrámy, paláce a hrobky, mezi nejznámější patří egyptské pyramidy.

## Charakteristika
Brzy po sjednocení Egypta začali faraonové 3. dynastie budovat rozsáhlé a nákladné náhrobní stavby, nejprve patrně mastaby, později stupňovité i jehlancovité pyramidy, které měly zajistit posmrtný život zemřelého a tím zároveň symbolicky zaručovat trvalost jeho odkazu, tj. říše a jejího řádu. Velké kultovní stavby, spojené s pohřebišti, měly „celoegyptský“ význam a byly patrně cílem poutí. Jsou soustředěny do několika oblastí podél řeky Nilu. Od jihu k severu to jsou: Abú Simbel na hranicích se Súdánem, oblast prvního nilského kataraktu (dnešní Asuán) se skalními chrámy a ostrovy Elefantina a Philae, Luxor (starověké Théby s Údolím králů a Karnak) na středním toku a oblast Memfis a Sakkára, Gíza a Abúsír jižně od Káhiry. Na rozdíl od lidských obydlí, hliněných nebo cihlových, se budovaly z pečlivě opracovaného kamene s reliéfní výzdobou a nápisy. Později se podobné, i když méně nákladné náhrobní stavby budovaly i pro další dvorské osoby a hodnostáře.

## Mastaba
Mastaba je plochá nadzemní stavba ve tvaru komolého čtyřbokého jehlanu nad šachtovým hrobem hluboko v zemi. V mastabě se uchovávaly dary a patrně konaly i bohoslužby. Vršením mastab na sebe se patrně mohly vyvinout stupňovité pyramidy.

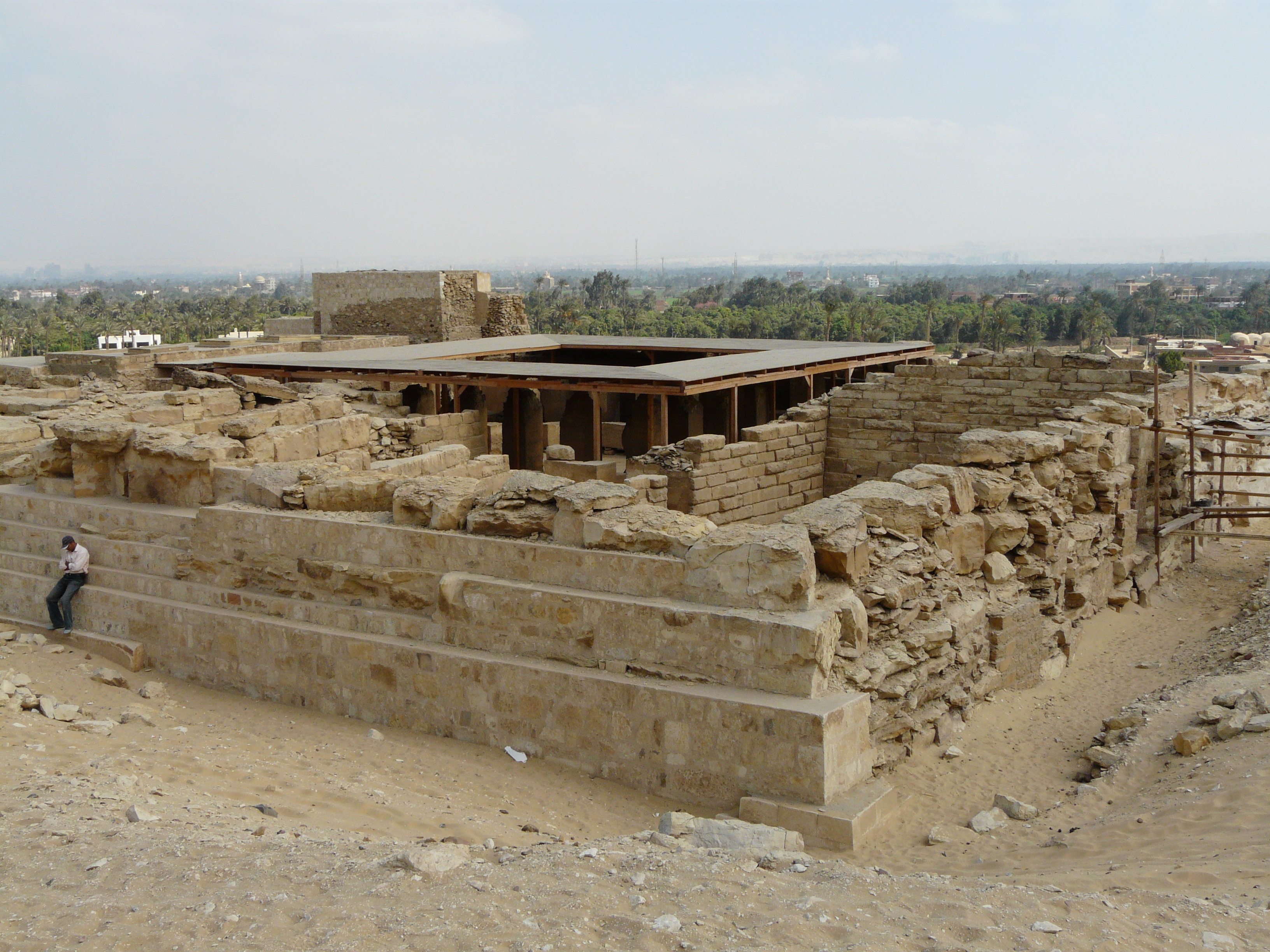
Ptahšepsesova mastaba v Abusíru (asi 2400)
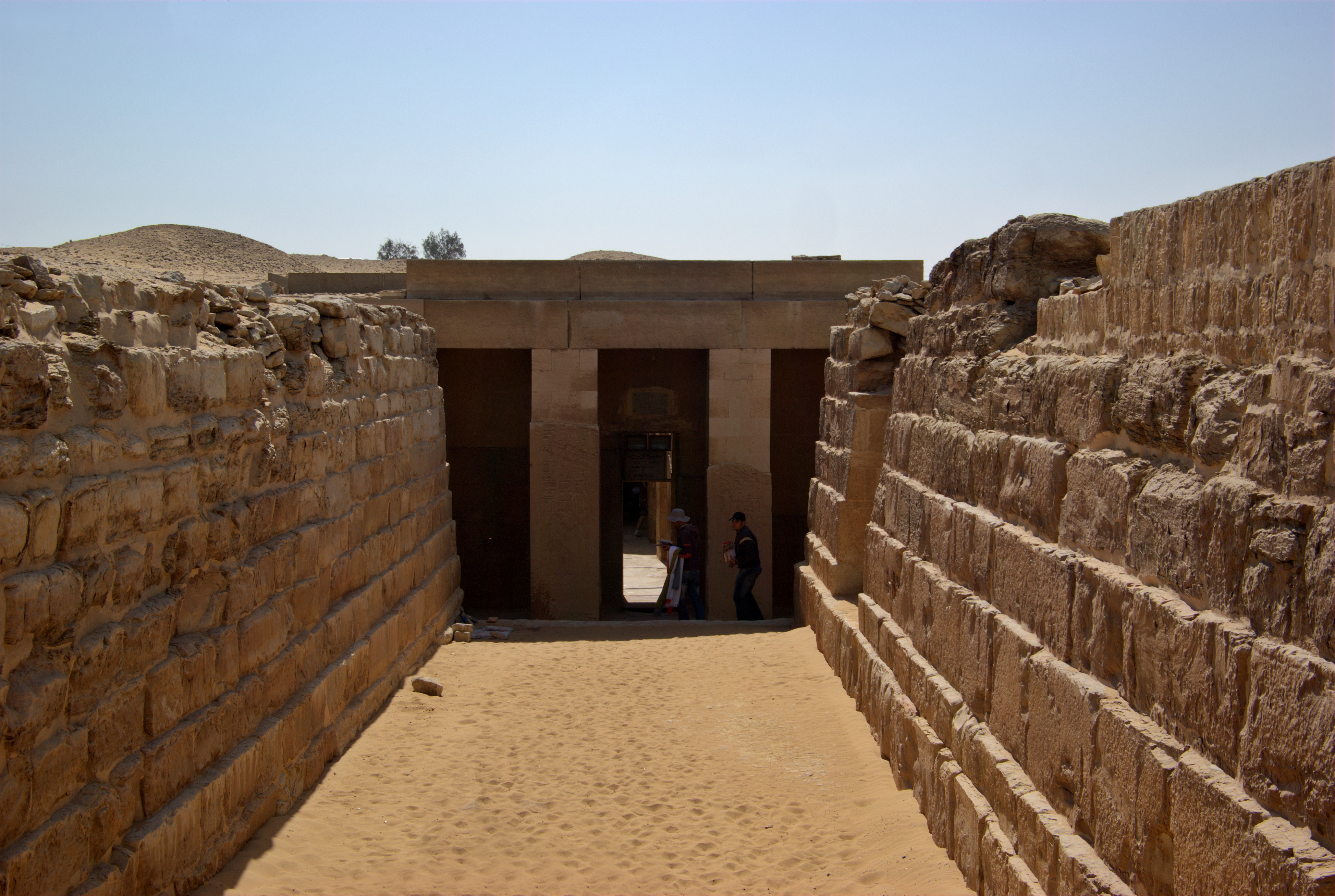
Vstup do mastaby v Sakkáře
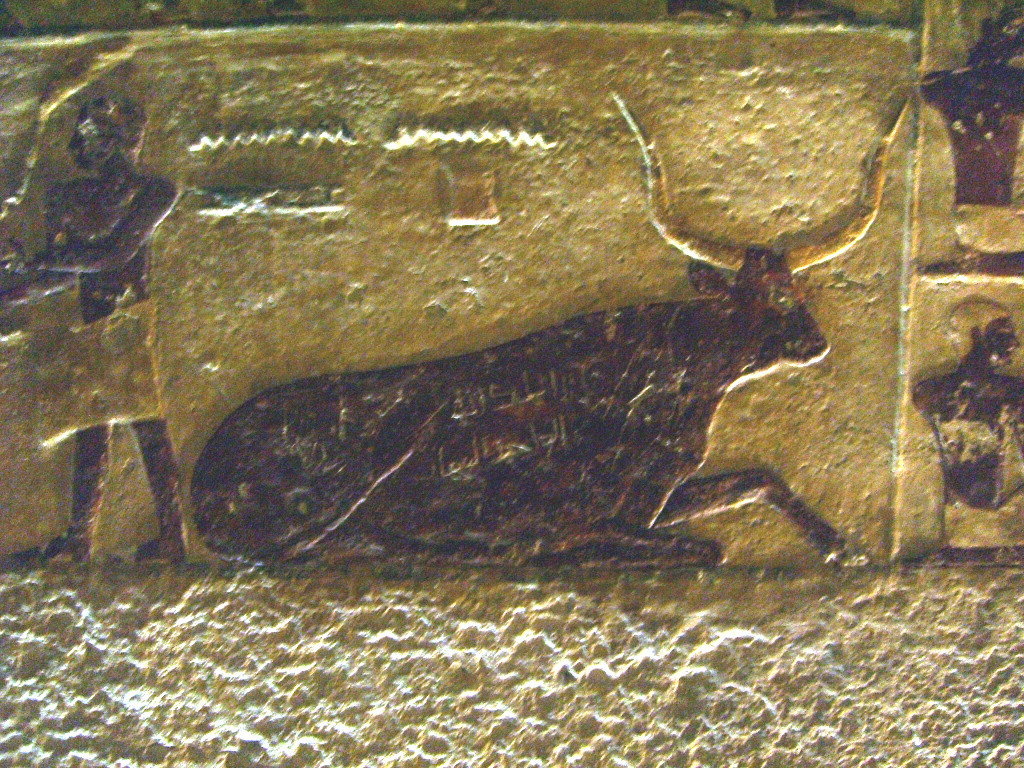
Reliéf z mastaby v Gíze
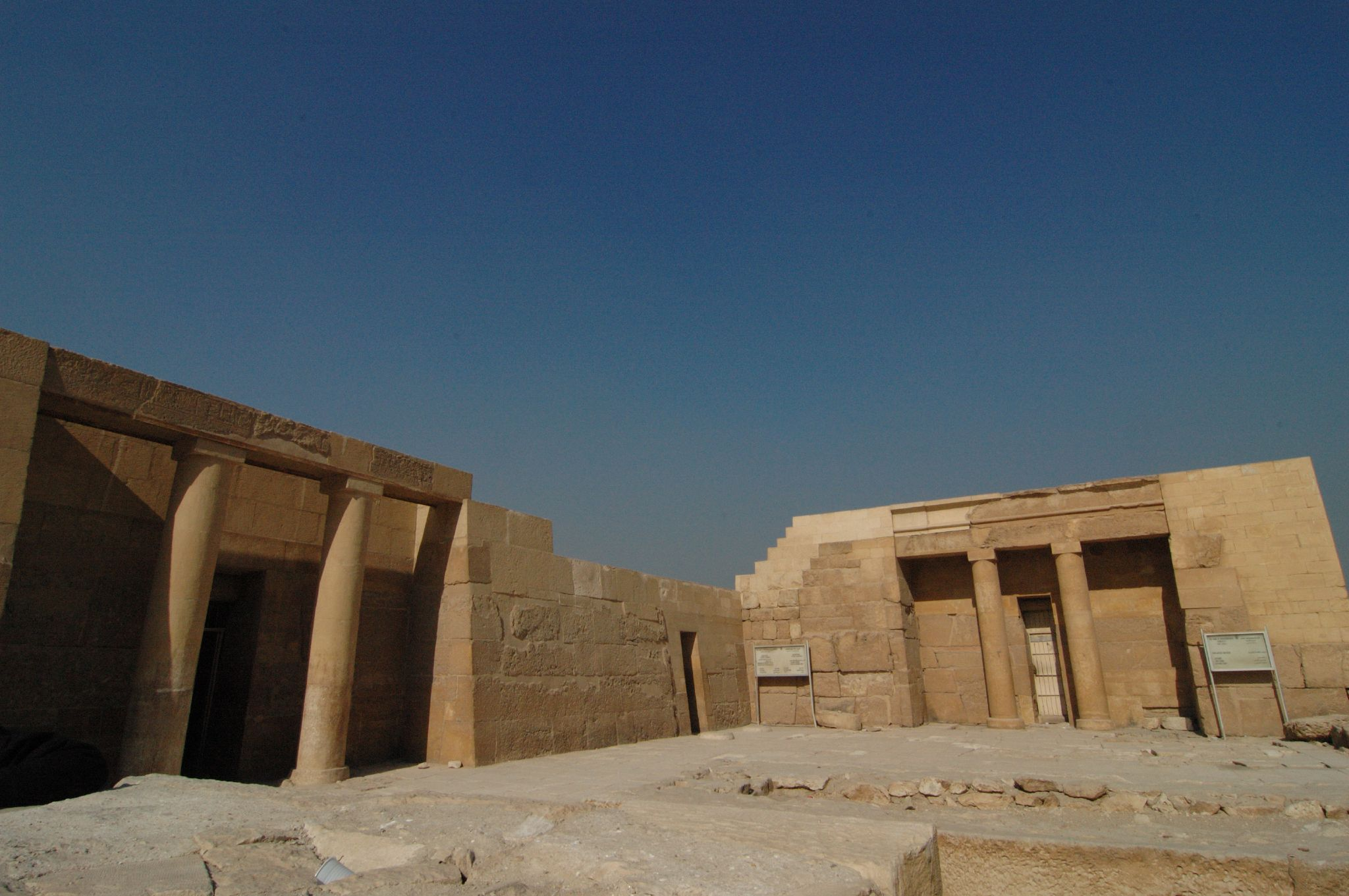
Mastaba v Gíze

## Pyramida
Nejznámějšími památkami egyptské architektury jsou pyramidy, kamenné náhrobní stavby ve tvaru čtyřbokého jehlanu. Ty se patrně vyvinuly ze stupňovitých pyramid, jako je nejstarší Džoserova v Sakkáře (kolem 2650 př. n. l.) Vrcholné období stavby pyramid je doba 4. dynastie, kdy vznikl známý komplex pyramid v Gíze u Káhiry. Je tvořen třemi velkými a několika menšími kamennými pyramidami, které obklopují další doprovodné stavby, včetně Velké sfingy.
Největší Chufuova či také „Velká“ pyramida má přesně čtvercovou základnu o straně 230.4 m a původní výškou 146,5 m byla nejvyšší stavbou na světě až do stavby Eiffelovy věže. Stojí na pečlivě vyrovnané skalní plošině a je postavena z asi 2 milionů přesně opracovaných vápencových kvádrů o váze asi 1,5 tuny. Pyramida je přesně orientována ke světovým stranám a uvnitř má tři pohřební komory, k nimž vede složitý systém chodeb. Komora krále je ve výšce asi 55 m nad zemí, komora královny asi 30 m. Třetí komora je asi 30 m pod zemí. Královská komora i velká šikmá galerie, která k ní vede, jsou postaveny z velkých leštěných žulových bloků, jen strop královské komory váží asi 400 tun. Pyramidu obklopuje systém podzemních chrámů či skladišť, kde se nalezly například velké dřevěné lodi s úplným vybavením.
Další, menší pyramidy se stavěly až do období Střední říše, tj. zhruba do 17. století př. n. l.

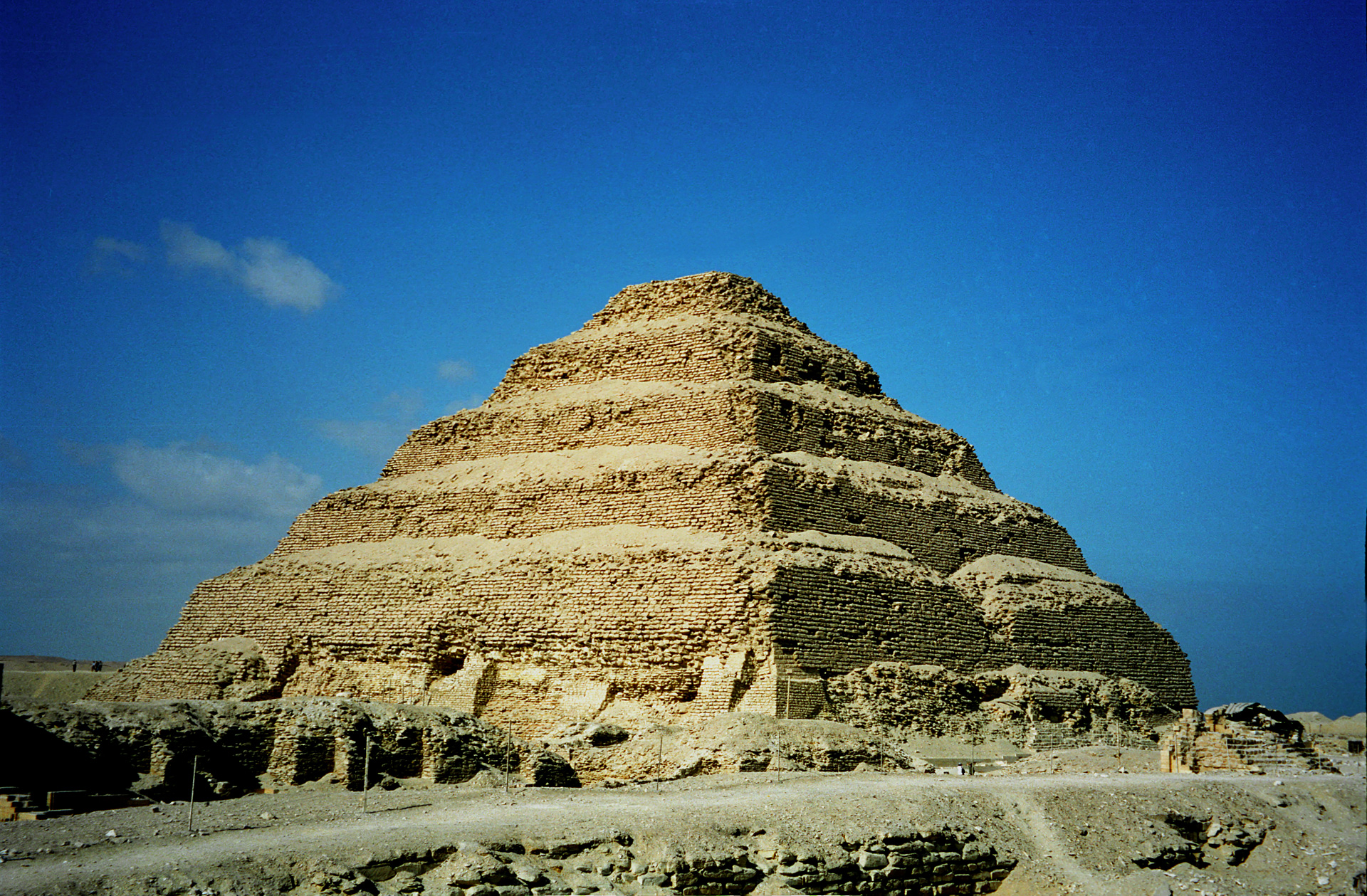
Stupňovitá pyramida faraona Džosera (asi 2700 př. n. l.)
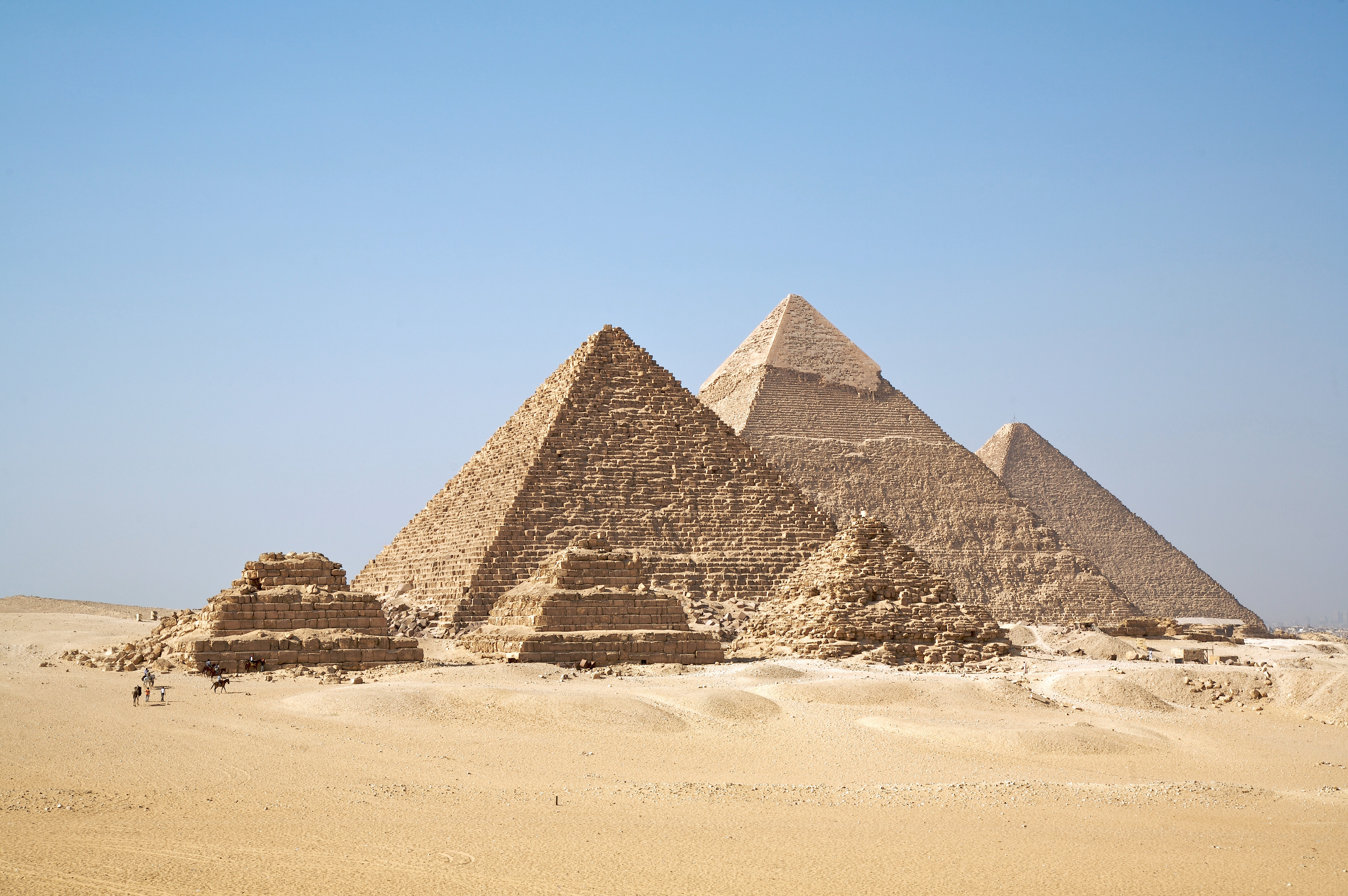
Pyramidy v Gíze
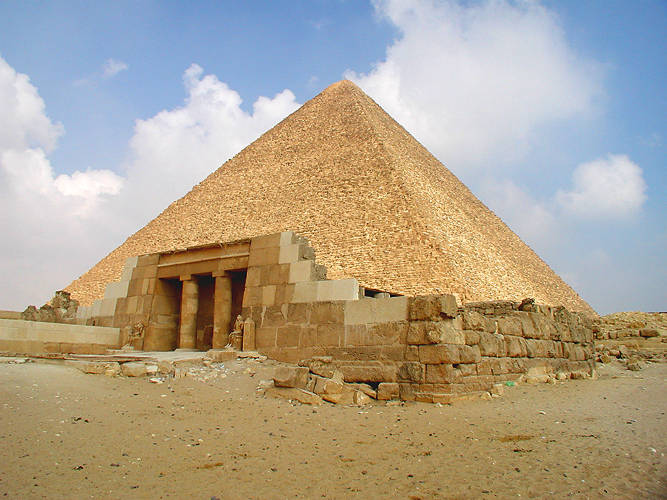
Chufuova (Cheopsova) pyramida (asi 2650 př. n. l.)
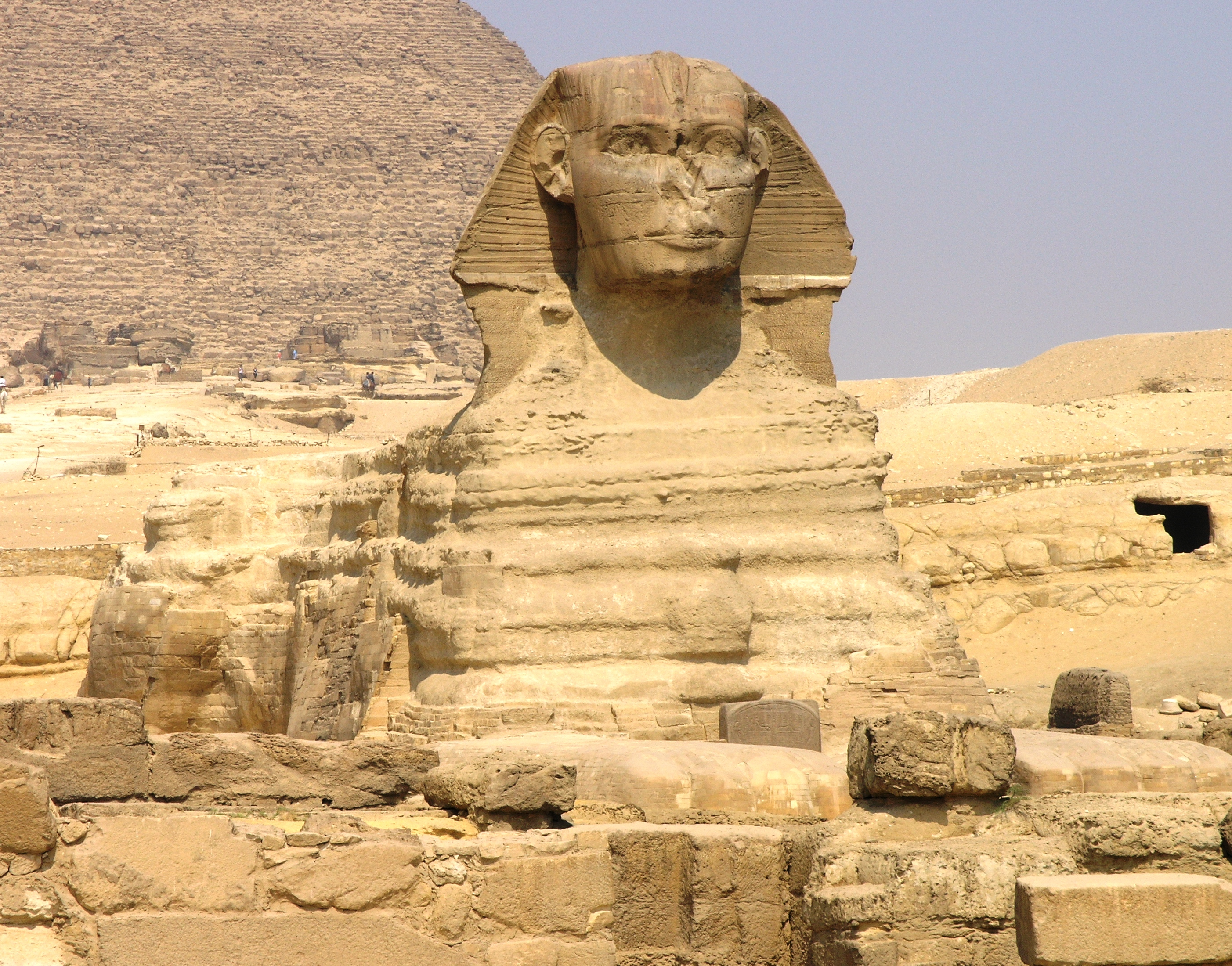
Velká sfinga (asi 2550 př. n. l.)

## Chrámy
Chrámy a chrámové komplexy byla kultovní místa, "obydlí bohů", často spojená s pohřebišti. S jejich provozem byl spojen i hospodářský život a v přilehlých sídlištích žily stovky lidí. Velké komplexy mají vstupní alej soch, mohutnou bránu a vlastní chrám, často se sloupovou síní. Řady mohutných sloupů s hlavicemi a vodorovnými překlady patrně odkazují ke starší dřevěné architektuře.
Z největších a nejznámějších komplexů je nejstarší Karnak u Luxoru, pohřebiště panovníků už od 2. dynastie. Vznikal postupně od 20. století př. n. l. Chrámový komplex v Thébách (dnešní Luxor), na protějším břehu Nilu, vznikal od 14. století př. n. l. Velkým stavitelem chrámů byl Ramesse II., který budoval chrámy v Abú Simbel, v Abydosu i tzv. Ramesseum u Luxoru. Významný chrámový komplex, Philae, vznikl až kolem roku 700 př. n. l. na ostrově na horním Nilu, těsně pod moderní Asuánskou přehradou. Sloužil jako poutní místo až do římské císařské doby, podobně jako ještě mladší chrám v Edfu, asi 100 km jižně od Asuánu.

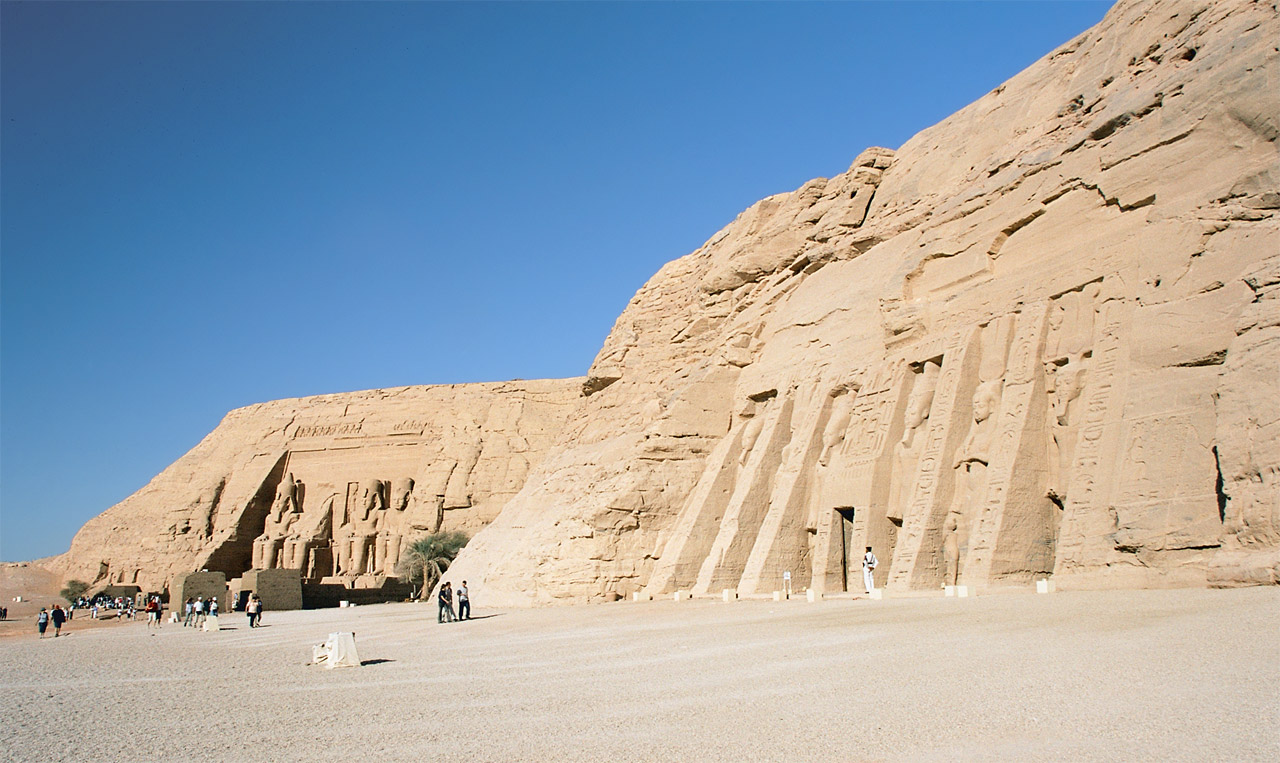
Skalní chrámy v Abu Simbel (asi 1230 př. n. l.)
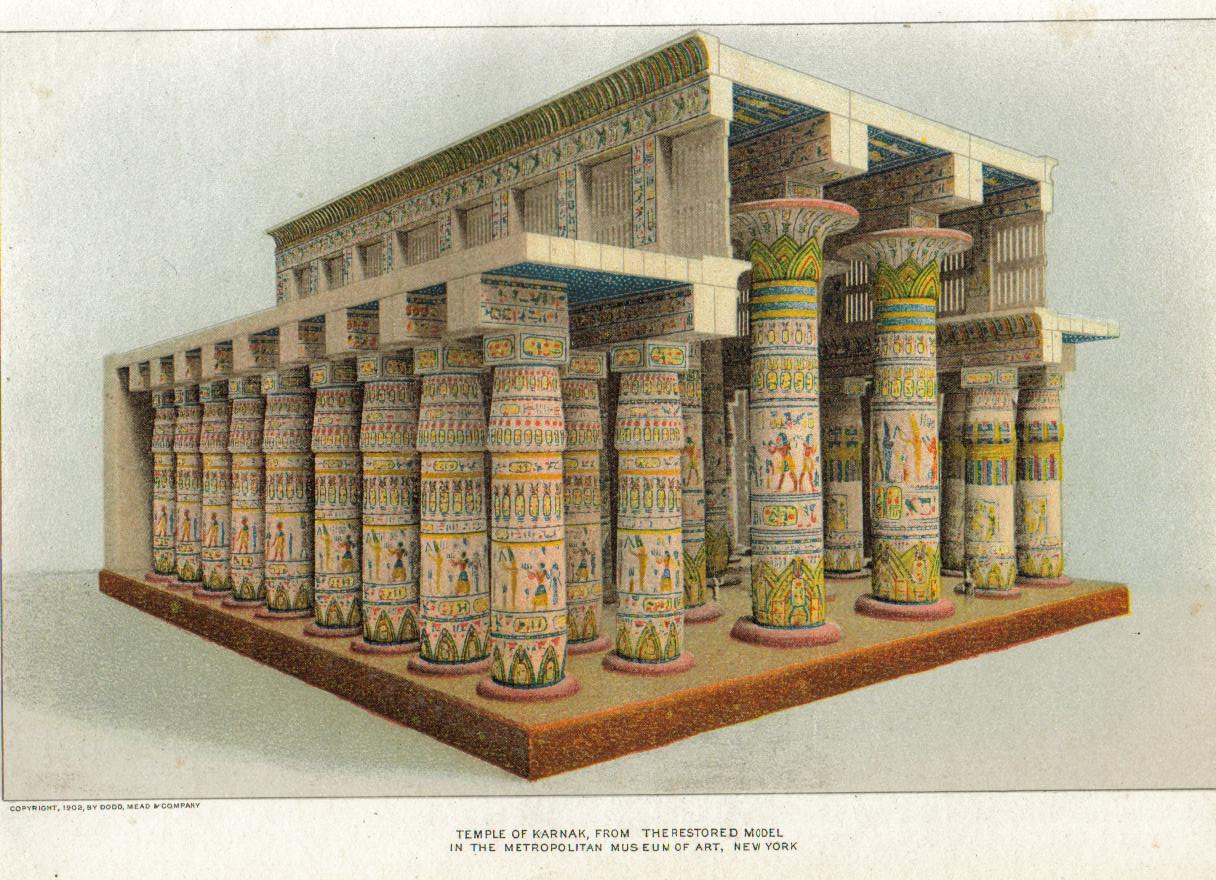
Karnak, rekonstrukce sloupové síně (hypostyl, asi 1280 př. n. l.)
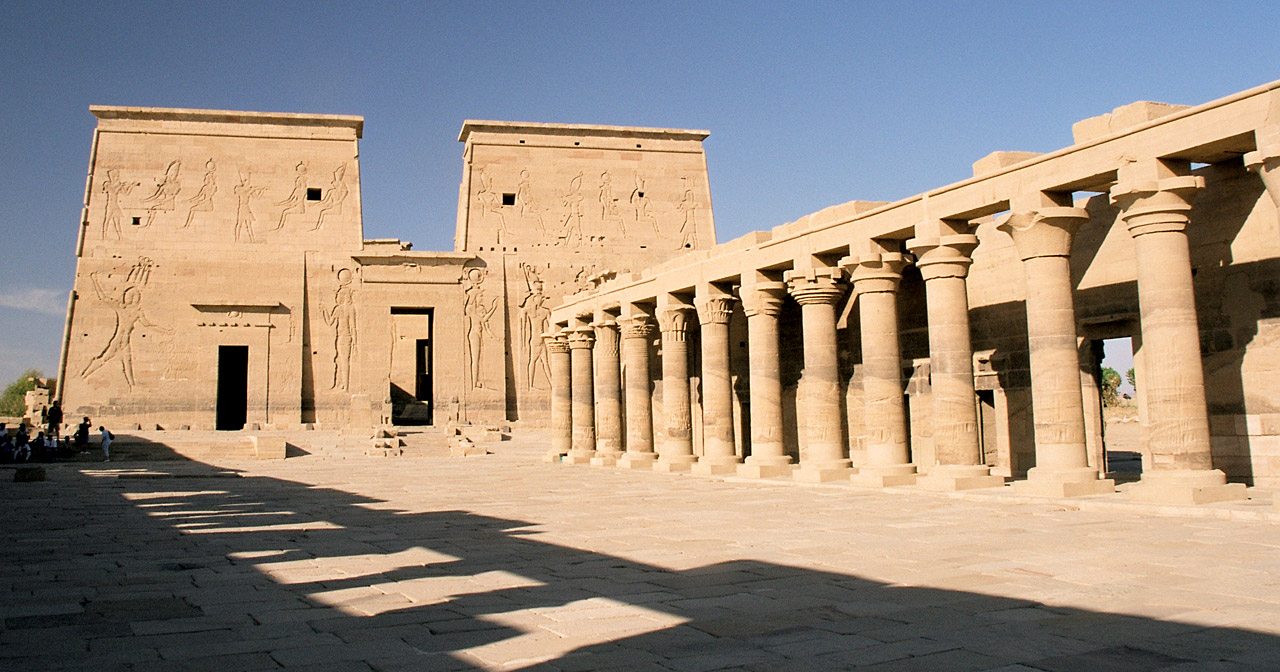
Philae, vstupní brána (po 700 př. n. l.)
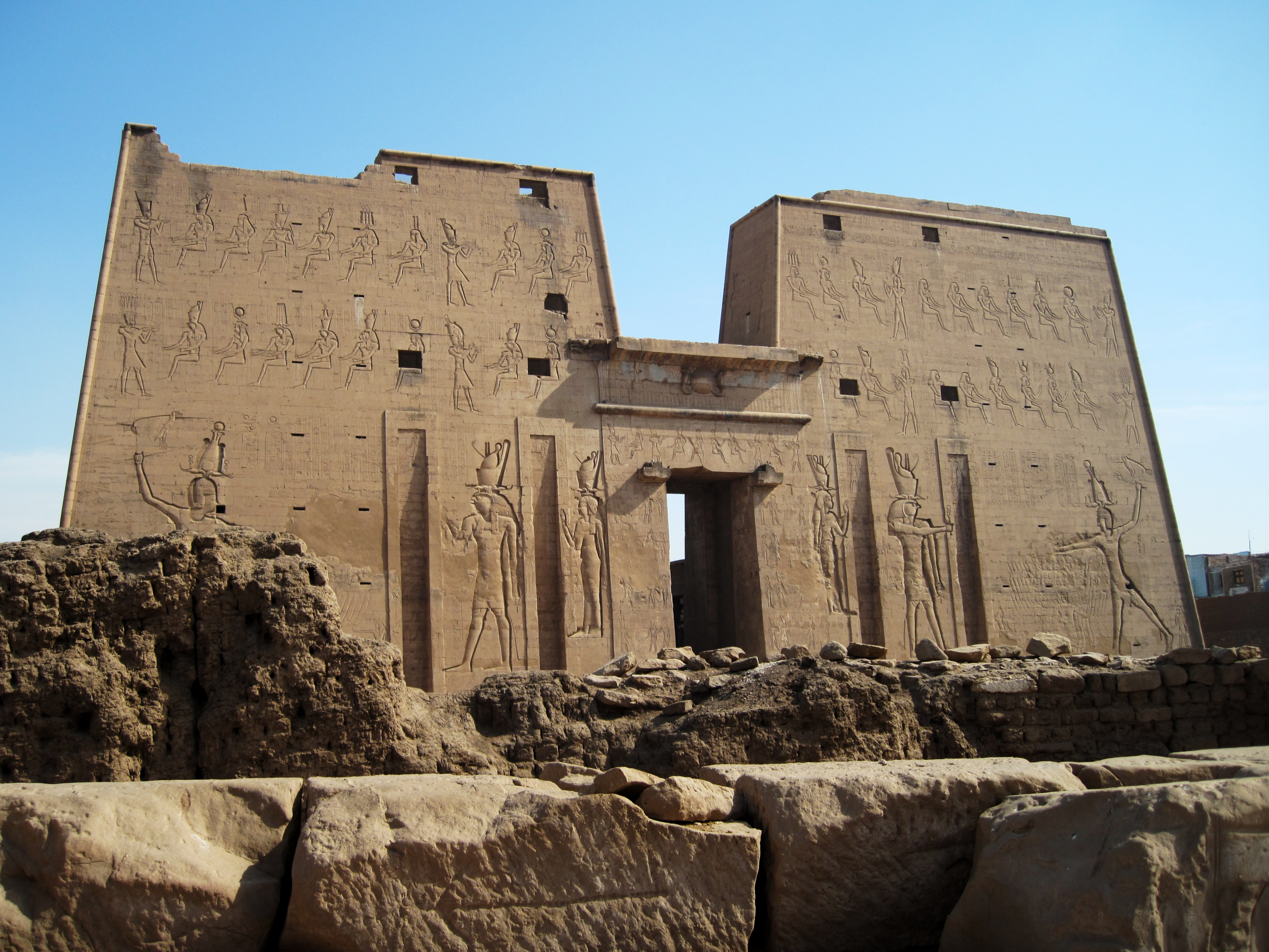
Brána chrámu v Edfu
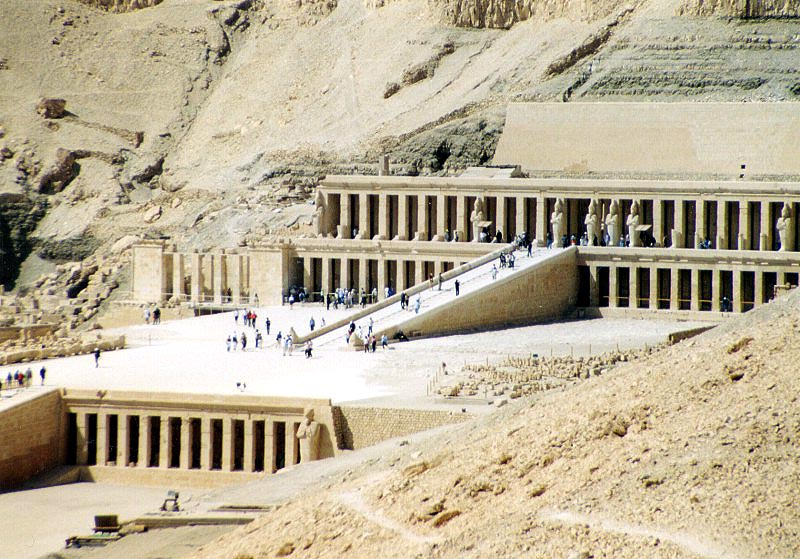
Skalní chrám Hatšepsut u Luxoru
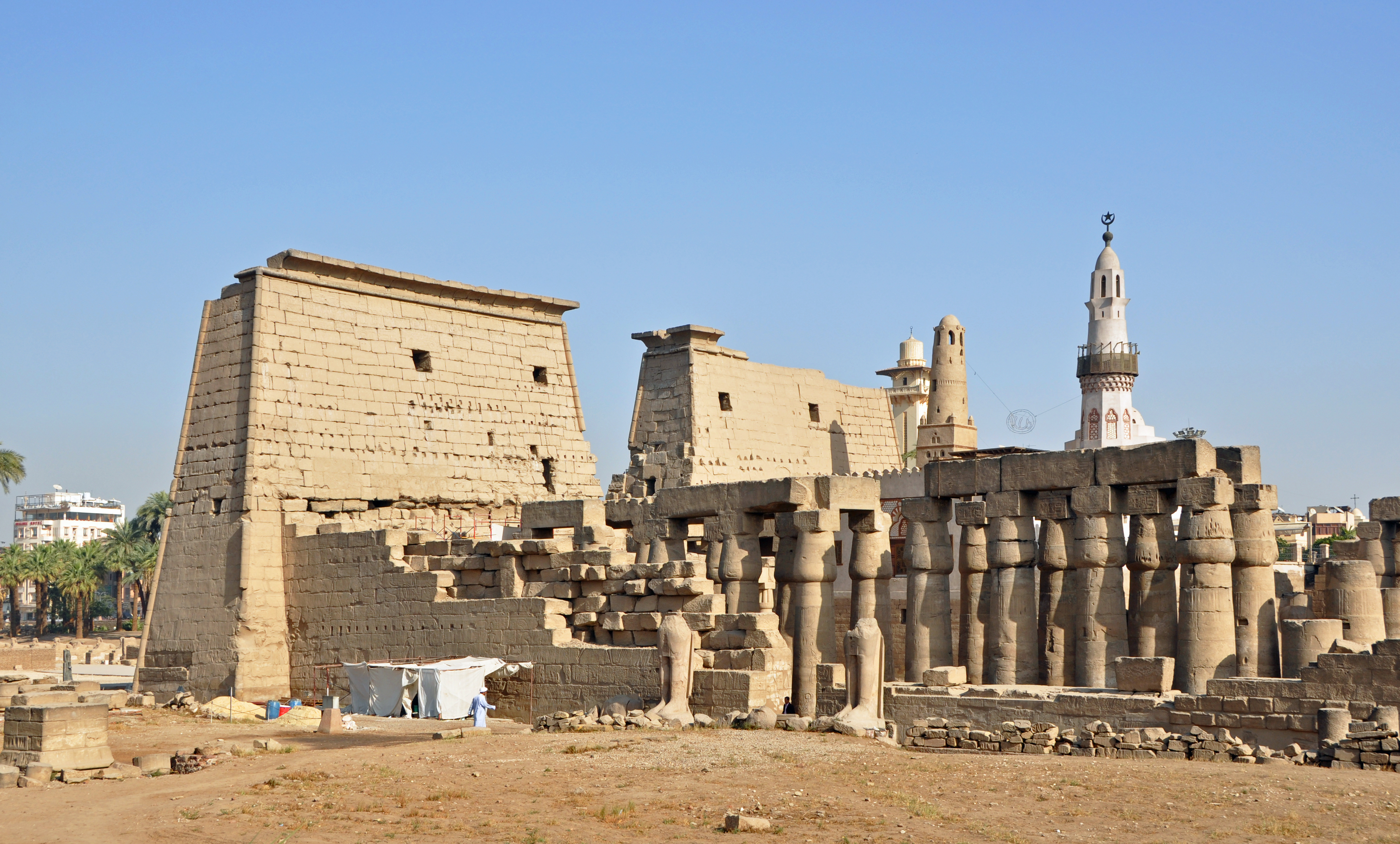
Chrám v Luxoru
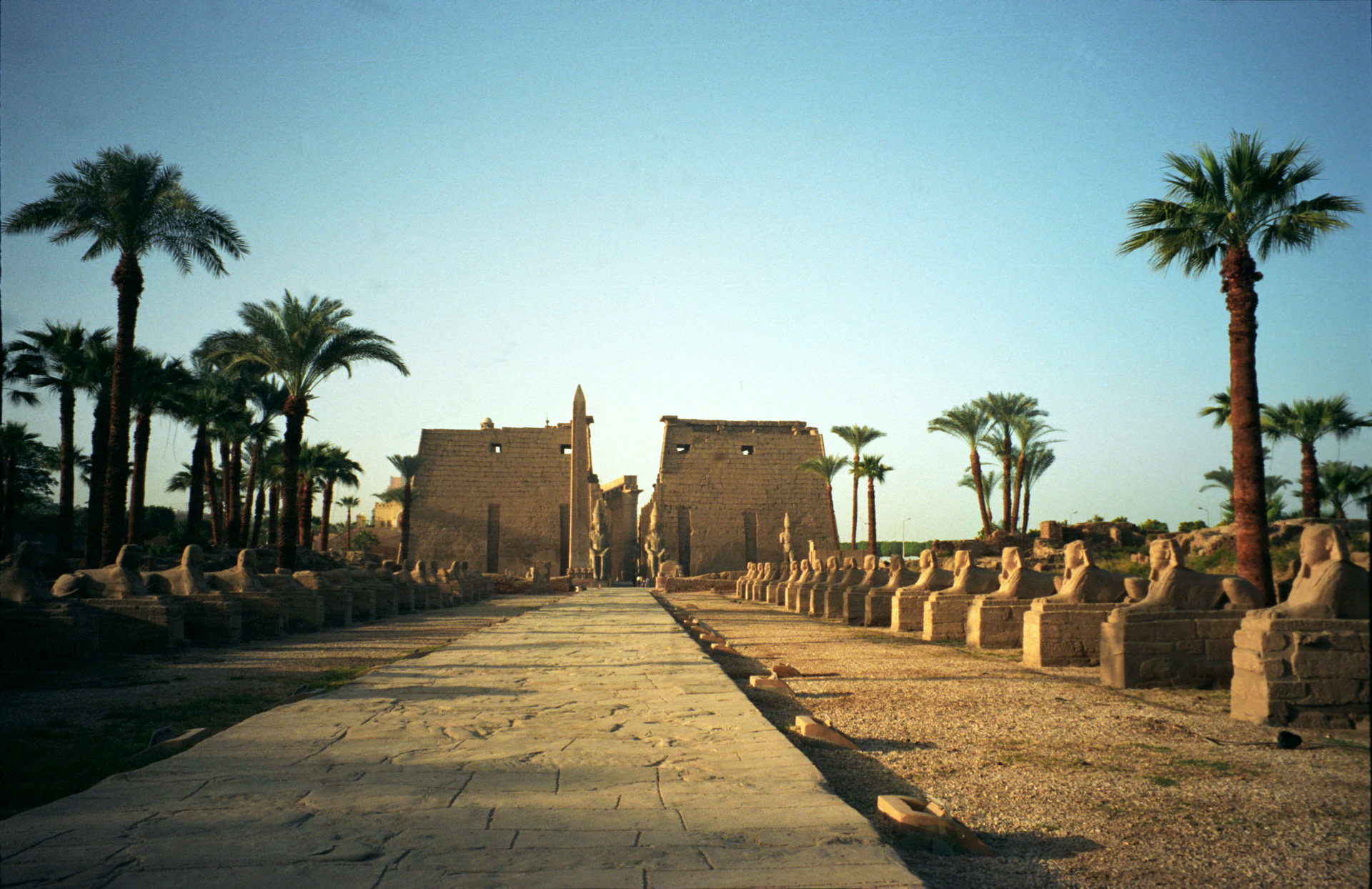
Luxor, Alej sfing
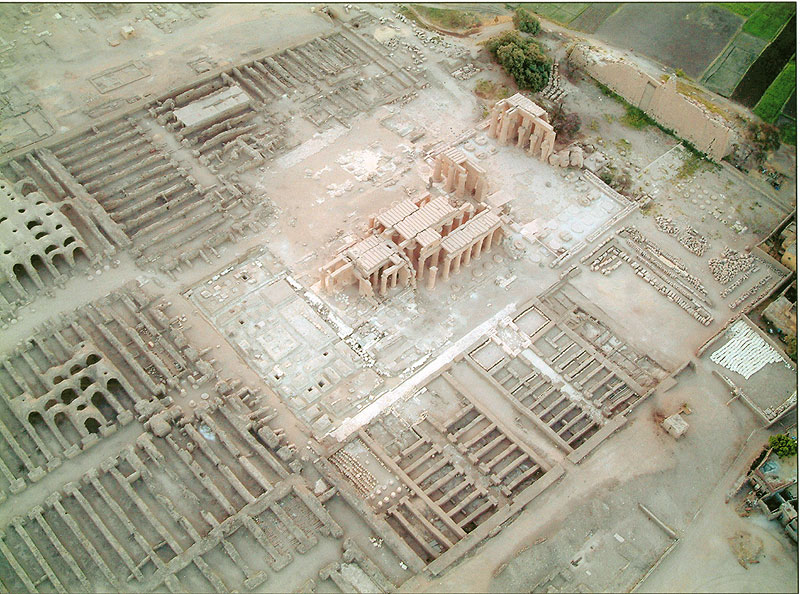
Théby, Ramesseum z letadla (asi 1230 př. n. l.)

## Význam
Egyptská monumentální architektura výrazně ovlivnila starou architekturu řeckou i římskou a evropskou vůbec. Kamenné sloupy a architrávy, čtvercová nádvoří a sloupové síně, spojení architektury s malbou, plastikou a sochami a mnoho dalších rysů se stalo trvalou součástí západní slavnostní architektury. Pyramidy a Velká sfinga v Gíze se těšily pozornosti v každé době a počítaly se mezi Sedm divů světa. Zvláštní pozornost se egyptskému umění začala věnovat koncem 18. století a pak opět o sto let později, kdy silně ovlivnila secesní umění. Příkladem může být Bílkova vila v Praze.